# Palazzo Severoli

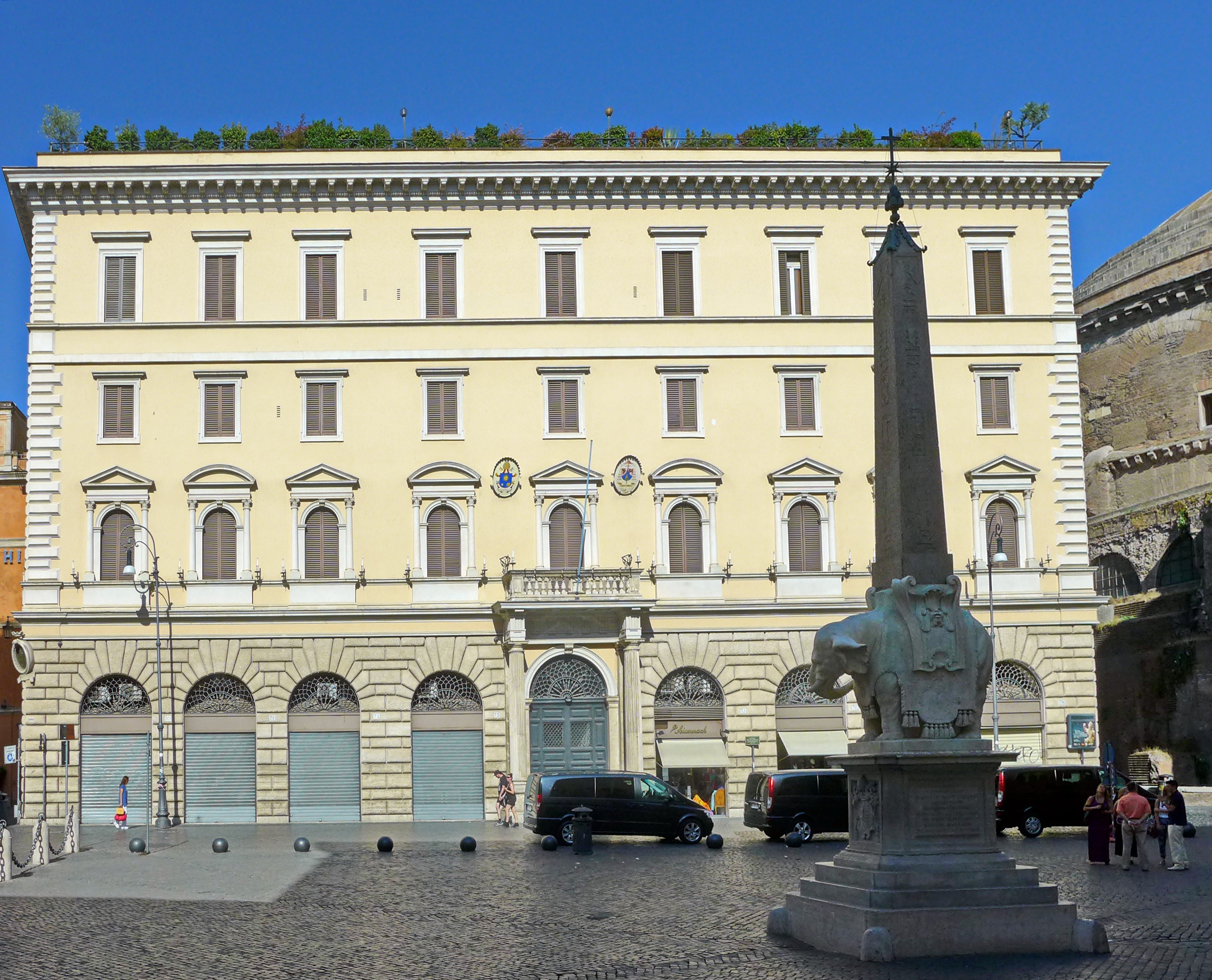
Fachada do palácio na Piazza della Minerva. À direita, o famoso Obelisco do Elefante, de Bernini.

Palazzo Severoli, conhecido também como Palazzo della Pontificia Accademia Ecclesiastica, é um palácio localizado na Piazza della Minerva, no rione Pigna de Roma, bem em frente à igreja de Santa Maria sopra Minerva.

## História
O palácio foi construído no início do século XVI por Mario Petruschi, um conservador do Capitólio, logo depois comprado pelo cardeal Marcantonio Colonna e finalmente pela família Severoli, originária de Faenza, que emprestaram seu nome ao edifício. Em 1706, o palácio foi adquirido pelo papa Clemente XI para sediar a sua Pontifícia Academia Eclesiástica (Accademia dei Nobili Ecclesiastici), uma escola dedicada a preparar membros das famílias nobres romanas para a carreira eclesiástica. A academia foi fundada graças aos subsídios do cardeal Giuseppe Renato Imperiali, mas rapidamente começou a sofrer com a falta de recursos e acabou tendo que fechar. Ela foi novamente reaberta pelo papa Pio VI, mas foi Leão XIII que decidiu o destino da escola, restaurando o edifício em 1878 e reestruturando a fachada. Ele também removeu a necessidade do vínculo com a nobreza para os alunos e passou a exigir que os formandos se dedicassem ao serviço diplomático. Desta forma, a academia conseguiu sobreviver e ainda hoje tem a função de formar os quadros da diplomacia internacional da Santa Sé. 

## Descrição
A fachada do palácio, de frente para a Piazza della Minerva, se abre num belo portal flanqueado por duas colunas sobre as quais se assenta uma varanda no piso nobre e também por quatro aberturas arcadas de cada lado num esplêndido revestimento em silhares rusticados. A decoração do século XVIII sobreviveu em apenas duas janelas na fachada de frente para o Panteão.